# El Salvador op de Olympische Zomerspelen 1984
El Salvador nam deel aan de Olympische Zomerspelen 1984 in Los Angeles, Verenigde Staten. Ook tijdens deze derde deelname werd geen medaille gewonnen.

## Deelnemers en resultaten per onderdeel

### Atletiek
| Olympiër      | Discipline            | Resultaat | Prestatie                |
| ------------- | --------------------- | --------- | ------------------------ |
| Aldo Salandra | 100m (m)              | 80e       | serie 11: 7de in 11,31   |
| Aldo Salandra | 200m (m)              | 73e       | serie 6: 7de in 22,90    |
| René Lopez    | 400m (m)              | 66e       | serie 5: 8ste in 48,71   |
| Luis Campos   | 20km snelwandelen (m) | 37e       | 1:48.45                  |
|               |                       |           |                          |
| Aldo Salandra | 1500m (v)             | 21e       | serie 1: 12de in 4.38,00 |
| Aldo Salandra | 3000m (v)             | 25e       | serie 3: 9de in 9.42,28  |

### Judo
| Olympiër     | Discipline | Resultaat | Prestatie                                                                                  |
| ------------ | ---------- | --------- | ------------------------------------------------------------------------------------------ |
| Fredy Torres | -65kg (m)  | 20e       | 1ste ronde: V van BRA Sano                                                                 |
| Juan Vargas  | -71kg (m)  | 9e        | 1ste ronde: W van ZAM Kalwihzi kwartfinale: V van KOR Byeong herkansingen: V van IRL Foley |

### Schietsport
| Olympiër                 | Discipline | Resultaat | Prestatie  |
| ------------------------ | ---------- | --------- | ---------- |
| Julio González Suvillaga | trap       | 69e       | 124 punten |

### Worstelen
| Olympiër       | Discipline  | Resultaat   | Prestatie                                                |
| Vrije stijl    | Vrije stijl | Vrije stijl | Vrije stijl                                              |
| -------------- | ----------- | ----------- | -------------------------------------------------------- |
| Gustavo Manzur | -68kg (m)   | 21e         | groep B: 11de V van IND Singh V van FRG Knosp            |
| Grieks-Romeins |             |             |                                                          |
| Gustavo Manzur | -62kg (m)   | 19e         | groep B: 10de V van SUI Dietsche: 0-4 V van KOR Kim: 0-4 |

### Zwemmen
| Olympiër          | Discipline           | Resultaat | Prestatie                |
| ----------------- | -------------------- | --------- | ------------------------ |
| Salvador Salguero | 100m rugslag (m)     | 38e       | serie 2: 6de in 1.04,99  |
| Salvador Salguero | 200m rugslag (m)     | 32e       | serie 4: 8ste in 2.21,75 |
| Juan Miranda      | 100m vlinderslag (m) | 45e       | serie 5: 7de in 1.04,33  |
| Juan Miranda      | 200m vlinderslag (m) | 34e       | serie 5: 7de in 2.38,32  |

Algerije · Amerikaanse Maagdeneilanden · Andorra · Antigua en Barbuda · Argentinië · Australië · Bahama’s · Bahrein · Bangladesh · Barbados · België · Belize · Benin · Bermuda · Bhutan · Birma · Bolivia · Bondsrepubliek Duitsland · Botswana · Brazilië · Britse Maagdeneilanden · Canada · Centraal-Afrikaanse Republiek · Chili · China · Chinees Taipei · Colombia · Congo-Brazzaville · Costa Rica · Cyprus · Denemarken · Djibouti · Dominicaanse Republiek · Ecuador · Egypte · El Salvador · Equatoriaal-Guinea · Fiji · Filipijnen · Finland · Frankrijk · Gabon · Gambia · Ghana · Grenada · Griekenland · Groot-Brittannië · Guatemala · Guinee · Guyana · Haïti · Honduras · Hongkong · Ierland · IJsland · India · Indonesië · Irak · Israël · Italië · Ivoorkust · Jamaica · Japan · Joegoslavië · Jordanië · Kaaimaneilanden · Kameroen · Kenia · Koeweit · Lesotho · Libanon · Liberia · Liechtenstein · Luxemburg · Madagaskar · Malawi · Maleisië · Mali · Malta · Marokko · Mauritanië · Mauritius · Mexico · Monaco · Mozambique · Nederland · Nederlandse Antillen · Nepal · Nicaragua · Nieuw-Zeeland · Niger · Nigeria · Noord-Jemen · Noorwegen · Oeganda · Oman · Oostenrijk · Pakistan · Panama · Papoea-Nieuw-Guinea · Paraguay · Peru · Portugal · Puerto Rico · Qatar · Roemenië · Rwanda · Salomonseilanden · Samoa · San Marino · Saoedi-Arabië · Senegal · Seychellen · Sierra Leone · Singapore · Soedan · Somalië · Spanje · Sri Lanka · Suriname · Swaziland · Syrië · Tanzania · Thailand · Togo · Tonga · Trinidad en Tobago · Tsjaad · Tunesië · Turkije · Uruguay · Venezuela · Verenigde Arabische Emiraten · Verenigde Staten · Zaïre · Zambia · Zimbabwe · Zuid-Korea · Zweden · Zwitserland